# わたしのお嫁くん
『わたしのお嫁くん』（わたしのおよめくん、英語: MR.BRIDE, MY DARLING!）は、柴なつみによる日本の漫画作品。『Kiss』（講談社）にて、2019年4月号より2023年11月号まで連載された。
やり手のキャリアウーマンながらズボラな主人公が、会社の後輩で家事が圧倒的に得意な「家事力最強男子」を嫁（婿）に迎える社会派ラブコメディー。
2023年4月期にフジテレビ系（水曜22時枠）にてテレビドラマ化（主演は波瑠）された。

## 登場人物

### 主要人物
速見 穂香（はやみ ほのか）
営業4年目の26歳。実は汚部屋暮らしのズボラモンスター。
社員や取引相手からは「はやみん」と呼ばれている。
山本 知博（やまもと ちひろ）
穂香の後輩。仕事が出来る穂香に憧れている。家事力が神。

## 書誌情報
- 柴なつみ 『わたしのお嫁くん』  講談社 〈KC KISS〉、全10巻
  1. 2020年7月13日発売[5][講 1]、ISBN 978-4-06-520269-2
  2. 2020年11月13日発売[講 2]、ISBN 978-4-06-521401-5
  3. 2021年3月12日発売[講 3]、ISBN 978-4-06-522784-8
  4. 2021年7月13日発売[講 4]、ISBN 978-4-06-523874-5
  5. 2021年11月12日発売[講 5]、ISBN 978-4-06-525915-3
  6. 2022年3月11日発売[講 6]、ISBN 978-4-06-527037-0
  7. 2022年7月13日発売[講 7]、ISBN 978-4-06-528288-5
  8. 2023年2月13日発売[講 8]、ISBN 978-4-06-529875-6
  9. 2023年5月12日発売[講 9]、ISBN 978-4-06-531441-8
  10. 2024年1月12日発売[講 10]、ISBN 978-4-06-533226-9

## テレビドラマ
2023年4月12日から6月21日まで、フジテレビ系「水曜22時枠」にて放送された。主演は波瑠。

### キャスト

#### 主要人物
速見穂香（はやみ ほのか）〈32〉
演 - 波瑠
「ラクーン・エレクトロニクス」営業部のエース社員。実はプライベートでは「汚部屋」で暮らすズボラ人間。
山本知博（やまもと ちひろ）〈26〉
演 - 高杉真宙（幼少期：太田恵晴）
「ラクーン・エレクトロニクス」営業部の社員。穂香の後輩。神レベルの家事力を持つ。

#### ラクーン・エレクトロニクス
穂香と知博が勤務する家電メーカー。
花妻蘭（はなづま らん）〈23〉
演 - 前田拳太郎
営業部の新入社員。
赤嶺麗奈（あかみね れいな）〈26〉
演 - 仁村紗和
知博と同期入社の人事部社員。
古賀一織（こが いおり）〈35〉
演 - 中村蒼
福岡支店から転勤してきた営業部社員。
春日亮（かすが りょう）〈35〉
演 - 佐伯大地
営業部の社員。穂香や知博の先輩。
佐々木克典（ささき かつのり）〈58〉
演 - 伊藤正之
営業部長。
その他営業部社員
演 - 保志乃寛典、野口紗希、表迫希、小室有紀、溝口直基、下田隼輝（役名：佐藤明）、真田誓人

#### 速見家
速見健一（はやみ けんいち）〈60〉
演 - 宇梶剛士
穂香の父。
速見良子（はやみ よしこ）〈58〉
演 - 富田靖子
穂香の母。

#### 山本家
山本正海（やまもと まさみ）〈40〉
演 - 竹財輝之助
知博の兄（長男）。
山本薫（やまもと かおる）〈35〉
演 - 古川雄大
知博の兄（次男）。

#### その他
高橋君子（たかはし きみこ）〈32〉
演 - ヒコロヒー
穂香の親友。花屋の店員。

#### ゲスト

##### 第1話
浦井雅史
演 - 兒玉宣勝（第2話・第5話）
「ラクーン・エレクトロニクス 春の新生活フェア」が開催されていた家電量販店「Tecc LIFE SELECT」の店長。
女性客
演 - しのへけい子
Tecc LIFE SELECTの特売の広告に掲載されていた掃除機が売り切れていた事から浦井に詰め寄るが、その際に衣服に飼っているゴールデン・レトリーバーの毛が付いているのを穂香が見つけ、穂香からラクーン・エレクトロニクスの掃除機を勧められる。
花見客
演 - 生田竜聖（フジテレビアナウンサー）
知博たちが買い出しから戻ってきた際、軽くぶつかったサラリーマン風の二人組男性の一人。
金城太一
演 - 井上順
通販会社「テレショップ金城」の社長。自分が納得した商品しか売りに出さない事で有名な人物。
掃除機「ラクティカクリーン」を売り込んだ穂香に息子との縁談を持ち掛け、断られたことから商談を白紙に戻そうとする。
金城啓太
演 - BOB
金城の息子。「テレショップ金城」の副社長。
酒に酔ったサラリーマン
演 - 三島達矢、南條庄助（すゑひろがりず）
酔っ払った状態で、妻の愚痴を零す二人組。その際、近くにいた穂香に執拗に絡もうとするが、その場に駆けつけた知博に制止される。

##### 第2話
社員
演 - 小川李奈、松﨑涼佳（フジテレビアナウンサー）
ラクーン･エレクトロニクス営業部の社員。古賀一織に早口言葉をせがむ。

##### 第3話
小野寺凪（おのでら なぎ）
演 - 村井美樹（第10話）
「ラクーン・エレクトロニクス」人事部の社員。赤嶺の上司。
ドラマの男女
演 - 近藤雄介、杉浦楓香
穂香が家電売り場のテレビでたまたま観たドラマで壁ドンをしていた男女。
通行人
演 - 小澤陽子（フジテレビアナウンサー）
穂香が正海を見送りに出た時にすれ違った女性。

##### 第4話
石井
演 - 吉田悟郎
ラクーン・エレクトロニクスの企画開発部員。冷蔵庫のリニューアル担当。
通行人
演 - 今湊敬樹（フジテレビアナウンサー）
ビアフェスタで酔いつぶれた知博を赤嶺が連れ帰る時にすれ違った客。

##### 第5話
CMタレント
演 - 速瀬愛、町田都羽
「ラクーン・エレクトロニクス」の最新モデル炊飯器のCMに起用されたタレント。
カップル
演 - 神田穣、中西美帆
穂香が見かけた公園に通りかかるカップル。
浦井雅史の妻
演 - 湊川えみ
実家に帰っていたが、夫のいる売り場に顔を出す。
司会
演 - 木下康太郎（当時フジテレビアナウンサー）
5年前の「ラクーン・エレクトロニクス」就活生のための会社説明会の司会。

##### 第6話
入峰ショーン（いるみね ショーン）
演 - 温水洋一
演歌歌手。地べたにろうそくを並べる山本を叱り、イルミネーションのことを訊かれると山にある自身の聖地を教える。
喫茶店の客
演 - 藤本万梨乃（フジテレビアナウンサー）
喫茶店でテーブルを叩く赤嶺のテンションにビビる客。

##### 第7話
客
演 - 永島優美（フジテレビアナウンサー）
穂香と花妻が春日の代理で冴島電機の原の結婚祝いを買いに行ったセレクトショップに居た客。

##### 第8話
速見勝子
演 - 茅島成美
穂香の祖母。健一の母。亡き夫の若いころにそっくりな容姿の古賀を見て喜ぶ。
M!LK
演 - M!LK（本人役、写真出演）
良子の推しのアイドルグループ。
男性
演 - 山本賢太（フジテレビアナウンサー）
花妻が弁当を食べているベンチの後ろを通り過ぎる男性。

##### 第9話
宮下紗織
演 - 北香那
動画サイトで人気の料理研究家。実は山本の大学の同級生で元カノ。
通行人
演 - 新美有加（フジテレビアナウンサー）
赤嶺と花妻が知博を沖縄に行かせない相談をしてる後ろを通り過ぎる女性。

##### 第10話
総務部長
演 - 鈴樹志保
ラクーン・エレクトロニクスの総務部長。知博のことを気に入っている。
森川麻衣香
演 - 松浦志穂（スパイク）
ブライダル無料相談会での相談員であるウェディングプランナー。
面接官
演 - 軽部真一（フジテレビアナウンサー）、荒川浩平
ラクーン･エレクトロニクスの社内FA制度による企画開発部FA面接の面接官。

##### 最終話
貴生
演 - 渡辺和洋
君子の夫。

### スタッフ
- 原作 - 柴なつみ『わたしのお嫁くん』（講談社『Kiss』連載）
- 脚本 - 橋本夏[3]、川滿佐和子[47]
- 音楽 - 橋本由香利[3]
- 主題歌 - SEKAI NO OWARI「サラバ」（ユニバーサル ミュージック）[48]
- オープニング曲 - SEKAI NO OWARI「バタフライエフェクト」（ユニバーサル ミュージック）[49]
- 家事監修 - タスカジ研究所[50]
- 演出 - 紙谷楓（共同テレビ）[3]、城宝秀則（共同テレビ）[3]、水戸祐介（フジテレビ）[3]
- プロデュース - 中野利幸（フジテレビ）[3]
- プロデューサー - 芳川茜（共同テレビ）[3]、山崎淳子（共同テレビ）[3]
- 広報-小穴浩司
- 制作協力 - 共同テレビ
- 制作・著作 - フジテレビ

### 放送日程
| 各話                                                                        | 放送日  | サブタイトル                                    | 脚本       | 演出     | 視聴率 |
| --------------------------------------------------------------------------- | ------- | ----------------------------------------------- | ---------- | -------- | ------ |
| 第1話                                                                       | 4月12日 | ズボラ女子×家事力最強男子の社会派ラブコメ!      | 橋本夏     | 紙谷楓   | 6.1%   |
| 第2話                                                                       | 4月19日 | 旦那失格の危機!?嫁入りシミュレーションは大波乱  | 橋本夏     | 紙谷楓   | 6.4%   |
| 第3話                                                                       | 4月26日 | 同居は断固認めない!?強烈なライバル達の登場!!    | 橋本夏     | 城宝秀則 | 6.8%   |
| 第4話                                                                       | 5月03日 | 衝撃の一夜…!大波乱!一触即発の三角関係!!!        | 橋本夏     | 城宝秀則 | 5.6%   |
| 第5話                                                                       | 5月10日 | 家出嫁へのこの気持ちは嫉妬…!?それとも…!?        | 橋本夏     | 紙谷楓   | 5.0%   |
| 第6話                                                                       | 5月17日 | 嫁だけど、彼氏にもなりたい…!キャンプ大作戦!     | 橋本夏     | 紙谷楓   | 5.5%   |
| 第7話                                                                       | 5月24日 | 僕の方が笑顔にできる…イケメン後輩の宣戦布告!    | 川滿佐和子 | 城宝秀則 | 5.3%   |
| 第8話                                                                       | 5月31日 | 今日は俺の彼女やけん…博多先輩が本領発揮!?       | 橋本夏     | 水戸祐介 | 5.2%   |
| 第9話                                                                       | 6月07日 | 二人きりの夜…!!温泉旅行で、遂に、結ばれる二人!? | 橋本夏     | 紙谷楓   | 4.9%   |
| 第10話                                                                      | 6月14日 | 私たち、距離を置こう…すれ違う二人の気持ち…!?    | 橋本夏     | 紙谷楓   | 4.9%   |
| 最終話                                                                      | 6月21日 | サラバ!旅立ちの時…!わたし達が出した答え!        | 橋本夏     | 紙谷楓   | 6.1%   |
| 平均視聴率 5.6%（視聴率はビデオリサーチ調べ、関東地区・世帯・リアルタイム） |         |                                                 |            |          |        |

- 初回は22時 - 23時9分の15分拡大放送[20]。

| フジテレビ系列 水曜10時枠の連続ドラマ          | フジテレビ系列 水曜10時枠の連続ドラマ        | フジテレビ系列 水曜10時枠の連続ドラマ  |
| 前番組                                         | 番組名                                       | 次番組                                 |
| ---------------------------------------------- | -------------------------------------------- | -------------------------------------- |
| スタンドUPスタート （2023年1月18日 - 3月29日） | わたしのお嫁くん （2023年4月12日 - 6月21日） | ばらかもん （2023年7月12日 - 9月20日） |

## コラボレーション
2022年に『Kiss』が創刊30周年を迎えたことを記念し、同誌がBE：FIRSTとコラボレートを実施。本作はメンバーのSHUNTOとコラボし、登場人物のビジュアルが撮りおろしで再現された。同企画の一環として、同誌2022年1月号にてSHUNTOが本作の「キャラクターをイメージした衣装」を着用したピンナップが掲載された。

### 講談社コミックプラス
以下の出典は講談社コミックプラス（講談社）内のページ。書誌情報の発売日の出典としている。
1. ↑  “『わたしのお嫁くん（1）』（柴 なつみ）”. 講談社コミックプラス.  講談社. 2023年2月14日閲覧。
2. ↑  “『わたしのお嫁くん（2）』（柴 なつみ）”. 講談社コミックプラス.   講談社. 2023年2月14日閲覧。
3. ↑  “『わたしのお嫁くん（3）』（柴 なつみ）”. 講談社コミックプラス.   講談社. 2023年2月14日閲覧。
4. ↑  “『わたしのお嫁くん（4）』（柴 なつみ）”. 講談社コミックプラス.   講談社. 2023年2月14日閲覧。
5. ↑  “『わたしのお嫁くん（5）』（柴 なつみ）”. 講談社コミックプラス.   講談社. 2023年2月14日閲覧。
6. ↑  “『わたしのお嫁くん（6）』（柴 なつみ）”. 講談社コミックプラス.   講談社. 2023年2月14日閲覧。
7. ↑  “『わたしのお嫁くん（7）』（柴 なつみ）”. 講談社コミックプラス.   講談社. 2023年2月14日閲覧。
8. ↑  “『わたしのお嫁くん（8）』（柴 なつみ）”. 講談社コミックプラス.   講談社. 2023年2月14日閲覧。
9. ↑  “『わたしのお嫁くん（9）』（柴 なつみ）”. 講談社コミックプラス.   講談社. 2023年5月12日閲覧。
10. ↑  “『わたしのお嫁くん（10）』（柴 なつみ）”. 講談社コミックプラス.   講談社. 2024年1月12日閲覧。